# Дарбинян, Самвел Андраникович
Самве́л Андрани́кович Дарбиня́н (арм. Սամվել Անդրանիկի Դարբինյան; 1 января 1952, Ереван, Армянская ССР, СССР) — советский и армянский футболист. В прошлом полузащитник, а ныне тренер. Заслуженный тренер Армянской ССР (1990). Тренер иранского клуба «Сайпа Шамал»

## Тренерская карьера
В 2001 году Самвел Дарбинян принял дебютанта Премьер-лиги команду «Пюник» после Левона Яблукяна, который покинул пост после 1-го тура. Под руководством Дарбиняна «Пюник» с начала чемпионата и до окончания держался на первом месте. В начале 2002 года принимает приглашение возглавить иранский клуб «Зоб Ахан».
В 2009 году по ходу сезона принял команду «Мика», после отправленного в отставку Иво Шушака. Под его руководством клуб начал играть в атакующий футбол, показывая положительные результаты. В течение сезона «Мика» билась за чемпионство с командой «Пюник», но после некоторых осечек, Дарбинян был отправлен в отставку, а обязанности главного тренера были возложены на Бабкена Меликяна. По окончании чемпионата «Мика» заняла второе место. После ухода с поста главного тренера, Дарбиняну было предложено остаться в клубе, заняв вакантную должность тренера-консультанта.
В апреле 2010 года вместо ушедшёго в отставку Абраама Хашманяна, на должность главного тренера ереванской «Киликии» был принят Самвел Дарбинян. Контракт с клубом был подписан до 2012 года. Перед Дарбиняном была поставлена задача показывать хороший футбол и стремиться к победе в каждой игре. На основе этих факторов руководство клуба планирует увеличить численность своих болельщиков. За 4 тура до окончания чемпионата, Дарбинян подал в отставку. Причину ухода специалист не озвучнил, но сказал, что имеются варианты работы за рубежом.
В первой половине сезона 2011 года входил в тренерский штаб ереванского «Арарата». В отсутствие дисквалифицированного Аркадия Андриасяна руководил тренировочным процессом команды. Через некоторое время после истечения срока дисквалификации покинул клуб, перейдя в «Сайпа Шамал» выступавший в первой лиге чемпионата Ирана.

## Достижения
«Арарат» (Ереван)
- Обладатель Кубка Армении: 1995

«Ереван»
- Чемпион Армении: 1998
- Бронзовый призёр чемпионата Армении: 1996/97, 1998
- Финалист Кубка Армении: 1998

«Пюник»
- Чемпион Армении: 2001
- Серебряный призёр чемпионата Армении: 2009
- Обладатель Суперкубка Армении: 2002

«Киликия»
- Финалист Кубка Армении: 2005

«Мика»
- Серебряный призёр чемпионата Армении: 2009

«Зоб Ахан»
- Обладатель Кубка Ирана: 2002/03